# Када, Лайош
Лайош Када (венг. Lajos Kada; 16 ноября 1924, Будапешт, Венгрия — 26 ноября 2001, Рим, Италия) — венгерский прелат, куриальный сановник и ватиканский дипломат. Заместитель секретаря Папского Совета Cor Unum с 15 сентября 1972 по 20 июня 1975. Титулярный архиепископ Тибики с 20 июня 1975 по 26 ноября 2001. Апостольский нунций в Коста-Рике с 20 июня 1975 по 15 октября 1980. Апостольский нунций в Сальвадоре с 15 октября 1980 по 8 апреля 1984. Секретарь Конгрегации таинств с 8 апреля 1984 по 22 августа 1991. Апостольский нунций в Германии с 22 августа 1991 по 22 сентября 1995. Апостольский нунций в Испании с 22 сентября 1995 по 1 марта 2000. Апостольский нунций в Андорре с 6 марта 1996 по 1 марта 2000.